# 김대현 (축구 선수)
김대현(金垈泫, 2002년 6월 1일 ~ )은 대한민국의 축구 선수로 포지션은 센터백이며 현재 K리그1 수원 FC 소속이다.